# 구마야마촌
구마야마촌(熊山村)은 오카야마현 와케군에 있던 촌이다. 현재의 오카야마시 히가시구의 일부, 아카이와시의 일부에 해당한다.

## 역사
- 1889년 6월 1일 - 정촌제 시행에 수반해 와케군 구마야마촌이 발족하였다.
- 1953년 12월 15일 - 구마야마촌이 분촌으로 3개의 오아자는 아카이와군 도요타촌, 오노다촌, 가마촌과 합병, 정으로 승격해 구마야마정이 신설, 잔부는 만토미정에 편입해 폐지되었다.

## 교통

### 철도
- 일본국유철도
  - 산요본선

## 참고문헌
- 角川日本地名大辞典 33 岡山県
- 『市町村名変遷辞典』東京堂出版、1990年。